# 杉浦久勝
杉浦 久勝（すぎうら ひさかつ）は、戦国時代から安土桃山時代の武将。徳川家康の家臣で、大久保忠世・忠隣2代に属した。

## 生涯
若いころより徳川家康に仕え、永禄6年（1563年）三河一向一揆の蜂起では兄吉貞らとともに上和田砦で武功を立て、戦功により三木村に所領を与えられる。元亀3年（1572年）三方ヶ原の戦いからは大久保忠世の隊に所属。天正2年（1574年）犬居城の戦い、天正3年（1575年）長篠の戦い、天正12年（1584年）小牧・長久手の戦い、天正13年（1585年）第一次上田合戦、天正18年（1590年）小田原征伐などに従軍。慶長5年（1600年）第二次上田合戦では大久保忠隣の旗奉行として従軍し、先鋒として上田城を攻撃する。忠隣は撤兵を命じたもののこれを無視したため、戦後に軍令違反を咎められて自害させられた。